# Janvier Ndikumana
Janvier Ndikumana (* 17. Februar 1982 in Bujumbura) ist ein burundischer Fußballtorhüter.
Ndikumana spielte bis 2008 für die University of Burundi; anschließend nahm ihn der norwegische Club Randaberg IL unter Vertrag.
Sein erstes Länderspiel bestritt der mit 1,77 ungewöhnlich kleine Torhüter am 21. Juni 2008 beim 1:2 in Tunesien. In der 20. Minute musste er den Platz nach einer Roten Karte verlassen.